# Christian Lindell
Christian Lindell (Rio de Janeiro, 20 de novembro de 1991) é um tenista profissional sueco-brasileiro, que optou por representar a Suécia nas competições esportivas. Nascido e criado no Brasil, tem dupla cidadania, pois seu pai é sueco.
Lindell competiu pelo Brasil até 2012, quanto então a Federação Sueca teve seu apelo atendido, atualmente ele defende a Equipe Sueca de Copa Davis.
Foi alvo de disputa entre as confederações brasileira e sueca, porém optou definitivamente pela Suécia ao ser excluído do Projeto Olímpico.

## Futures e Challengers: 23 (10–13)

### Simples: 10 (3–7)
| Legenda         |
| Challengers (–) |
| Futures (3–7)   |

| Posição | N. | Data                   | Torneio                                         | Piso   | Oponente          | Placar            |
| Vice    | 1. | 26 de outubro de 2010  | Brasil F17 Futures Uberlândia, Brasil           | Saibro | Rafael Camilo     | 6–4, 6–2          |
| Vice    | 2. | 22 de agosto de 2010   | Brazil F19 Futures, São José dos Campos, Brasil | Saibro | André Miele       | 6–4, 1–6, 6–4     |
| Vice    | 3. | 27 de setembro de 2010 | Brasil F26 Futures, Itu, Brasil                 | Saibro | Fernando Romboli  | 6–4, 7–5          |
| Campeão | 1. | 17 de outubro de 2010  | Brasil F28 Futures, Fernandópolis, Brasil       | Saibro | André Miele       | 7–6(6), 6–2       |
| Vice    | 4. | 16 de Janeiro de 2011  | Brasil F3 Futures, Aracaju, Brasil              | Saibro | Andre Begemann    | 6–4, 6–2          |
| Vice    | 5. | 4 de junho de 2011     | Itália F12 Futures, Bérgamo, Itália             | Saibro | Stefano Travaglia | 6–2, 6–2          |
| Vice    | 6. | 3 de julho de 2011     | Brasil F19 Futures, Manaus, Brasil              | Saibro | Fabiano de Paula  | 6–1, 1–6, 6–3     |
| Campeão | 2. | 7 de maio de 2012      | Brasil F9 Futures, Goiânia, Brasil              | Saibro | Thales Turini     | 6–7(5), 6–4, 7–5  |
| Vice    | 7. | 9 de dezembro de 2013  | Brasil F20 Futures, Santa Maria, Brasil         | Saibro | Jose Pereira      | 5-7, 7–6 (5), 2–6 |
| Campeão | 3. | 16 de dezembro de 2013 | Brasil F21 Futures, Cascavel, Brasil            | Saibro | Patricio Heras    | 7-6(3), 6–3       |